# Soloi (Kilikien)

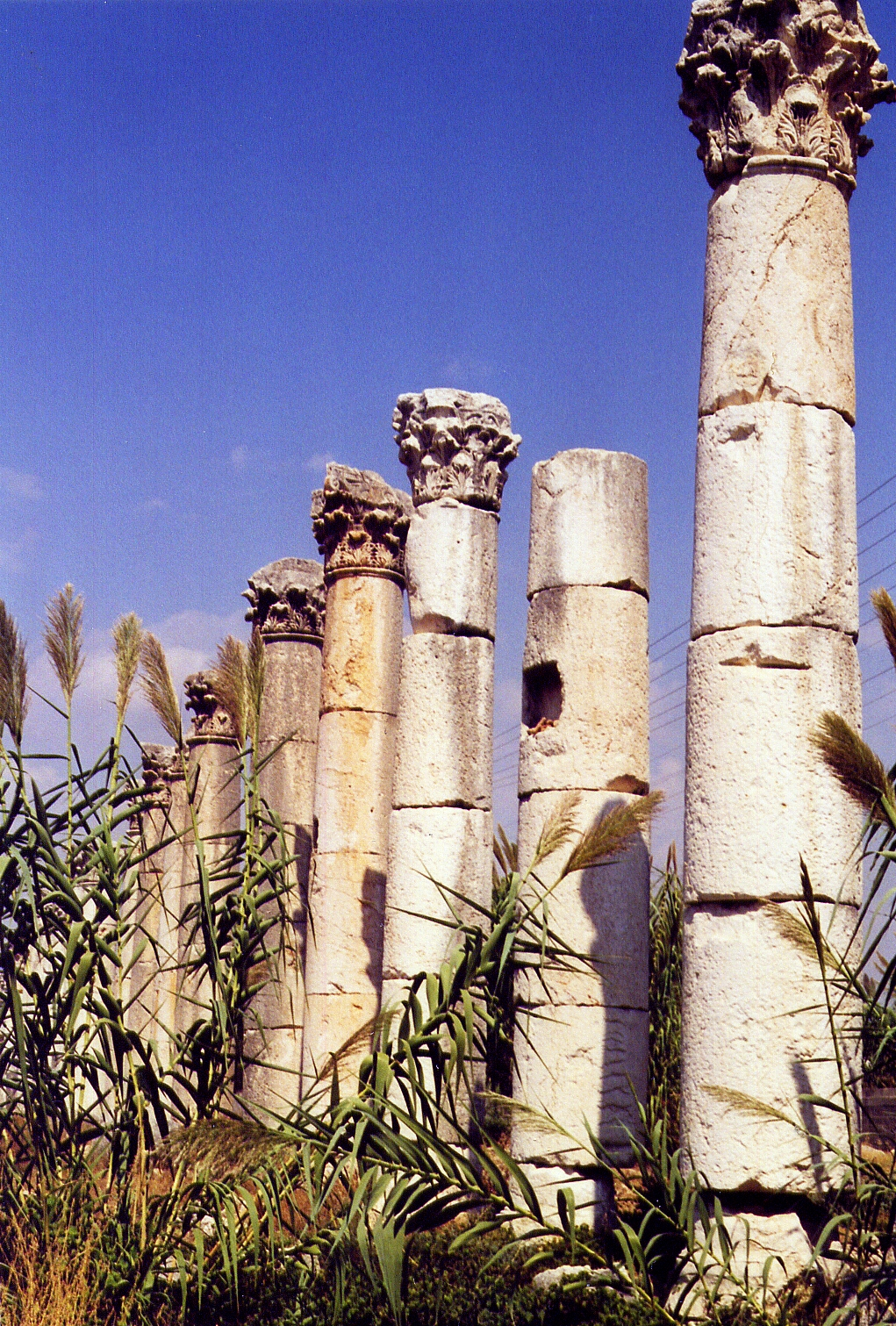
Kolonnadenreihe in Soloi

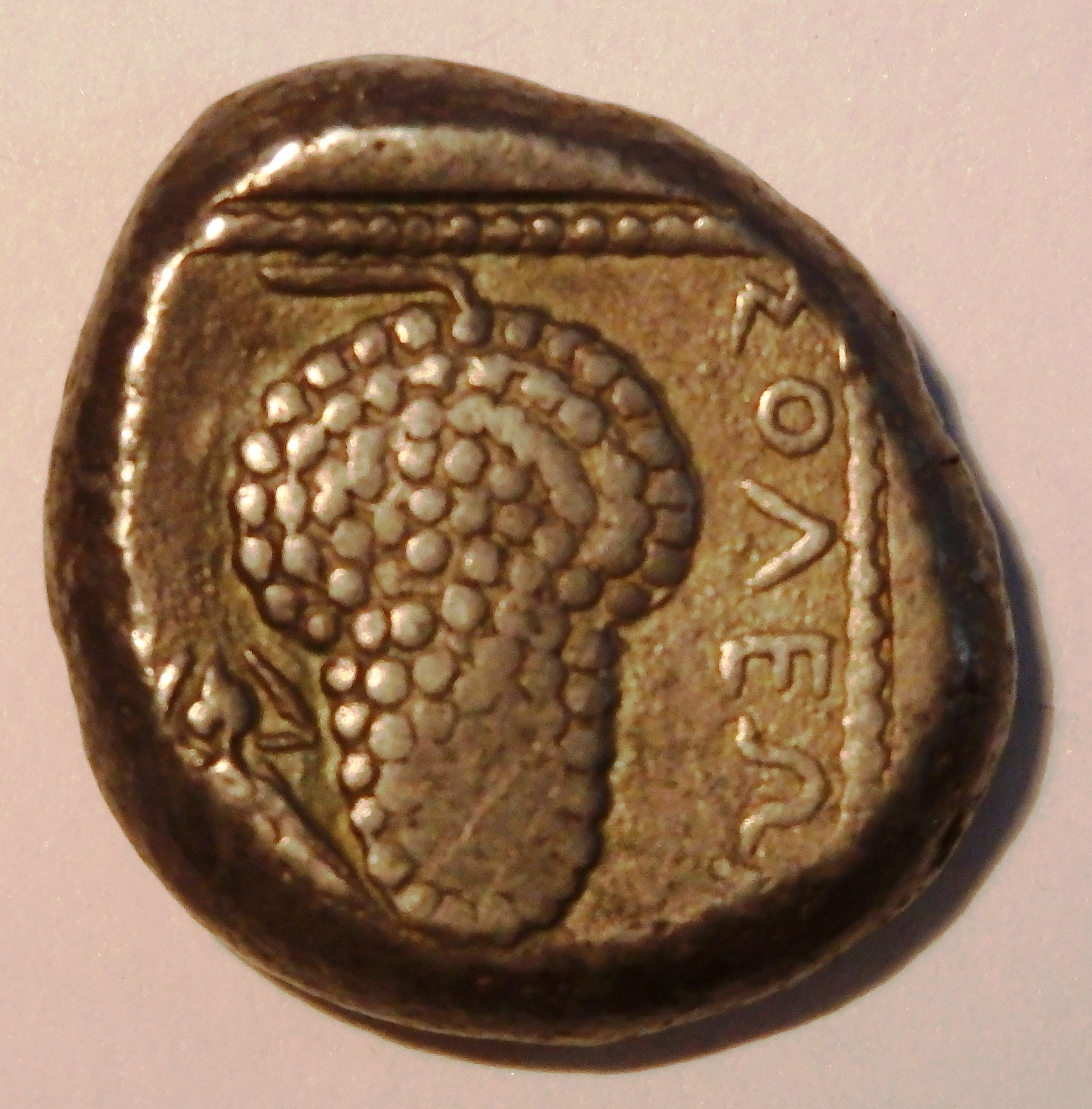
Stater aus Soloi (Kilikia), Traube in Quadratum incusum, ca. 430–390 v. Chr. geprägt

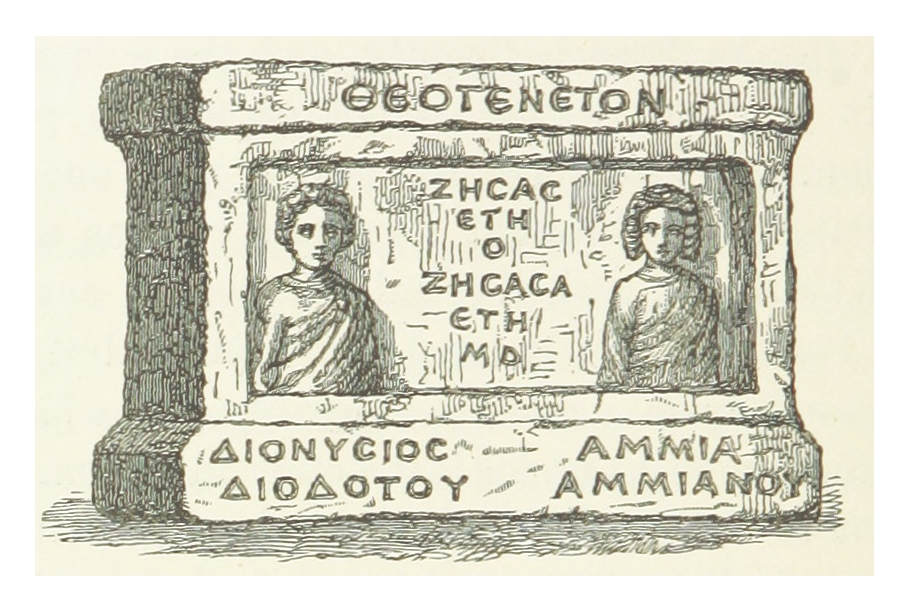
Gedenkstein einer Familie aus Pompeiopolis (bei Davis, 1879)

Soloi (lateinische Form: Soli, später Pompeiopolis) war eine Hafenstadt in Kilikien beim heutigen Viranşehir, einem Stadtteil der türkischen Stadt Mersin.
Soloi, das zuerst bei Xenophon erwähnt wird, wurde angeblich von griechischen Kolonisten aus Argos und Lindos auf Rhodos gegründet. Die Bewohner standen zur Zeit Alexanders des Großen aber treu zu den Achämeniden. Alexander, der die Stadt im Oktober 333 v. Chr. erreichte, ließ deshalb eine Besatzung zurück und legte Soloi eine Tributzahlung von 200 Talenten auf. Die Stadt musste Geiseln stellen und war zur Zerstörung vorgesehen, ein Befehl, den Alexander aber zurücknahm. In Soloi hielt Alexander eine Feier seiner Genesung nach dem fast verhängnisvollen Bad im Kydnos und opferte dem Asklepios.
Nachdem Soloi 83 v. Chr. durch Tigranes II. zerstört worden war, wurde sie durch Gnaeus Pompeius Magnus als Pompeiopolis wiedergegründet und mit den Überlebenden des Piratenkrieges besiedelt. In der Spätantike war Pompeiopolis Sitz eines Bischofs.
Nur wenige Überreste des antiken Soloi haben sich erhalten, darunter das Hafenbecken und Säulen einer Kolonnadenstraße. Ein von Reisenden zu Beginn des 19. Jahrhunderts gesehenes Theater ist nicht mehr sichtbar.

## Berühmte Bürger
- Chrysipp (* 276 v. Chr., † 204 v. Chr.), stoischer Philosoph
- Aratos von Soloi

## Sonstiges
Nach Soloi ist der Solözismus benannt.